# Barkartjärnarna (Junsele socken, Ångermanland, 707126-156379)
Barkartjärnarna är en sjö i Sollefteå kommun i Ångermanland och ingår i Ångermanälvens huvudavrinningsområde.